# Saint-Gervais-sur-Couches
Saint-Gervais-sur-Couches ist eine französische Gemeinde mit 209 Einwohnern (Stand: 1. Januar 2022) im Département Saône-et-Loire in der Region Bourgogne-Franche-Comté (vor 2016 Bourgogne). Sie gehört zum Arrondissement Autun und zum Kanton Autun-1 (bis 2015 Kanton Épinac).

## Geographie
Saint-Gervais-sur-Couches liegt etwa 24 Kilometer ostsüdöstlich von Autun. Nachbargemeinden von Saint-Gervais-sur-Couches sind Saisy im Norden, Épertully im Nordosten, Change und Créot im Osten, Saint-Sernin-du-Plain im Südosten, Dracy-lès-Couches im Süden, Saint-Martin-de-Commune im Westen und Südwesten, Tintry im Westen sowie Collonge-la-Madeleine im Nordwesten.

## Bevölkerungsentwicklung
| Jahr                      | 1962 | 1968 | 1975 | 1982 | 1990 | 1999 | 2006 | 2013 |
| Einwohner                 | 290  | 248  | 246  | 223  | 199  | 195  | 203  | 206  |
| Quelle: Cassini und INSEE |      |      |      |      |      |      |      |      |

## Sehenswürdigkeiten
- Kirche Saint-Gervais aus dem 12. Jahrhundert

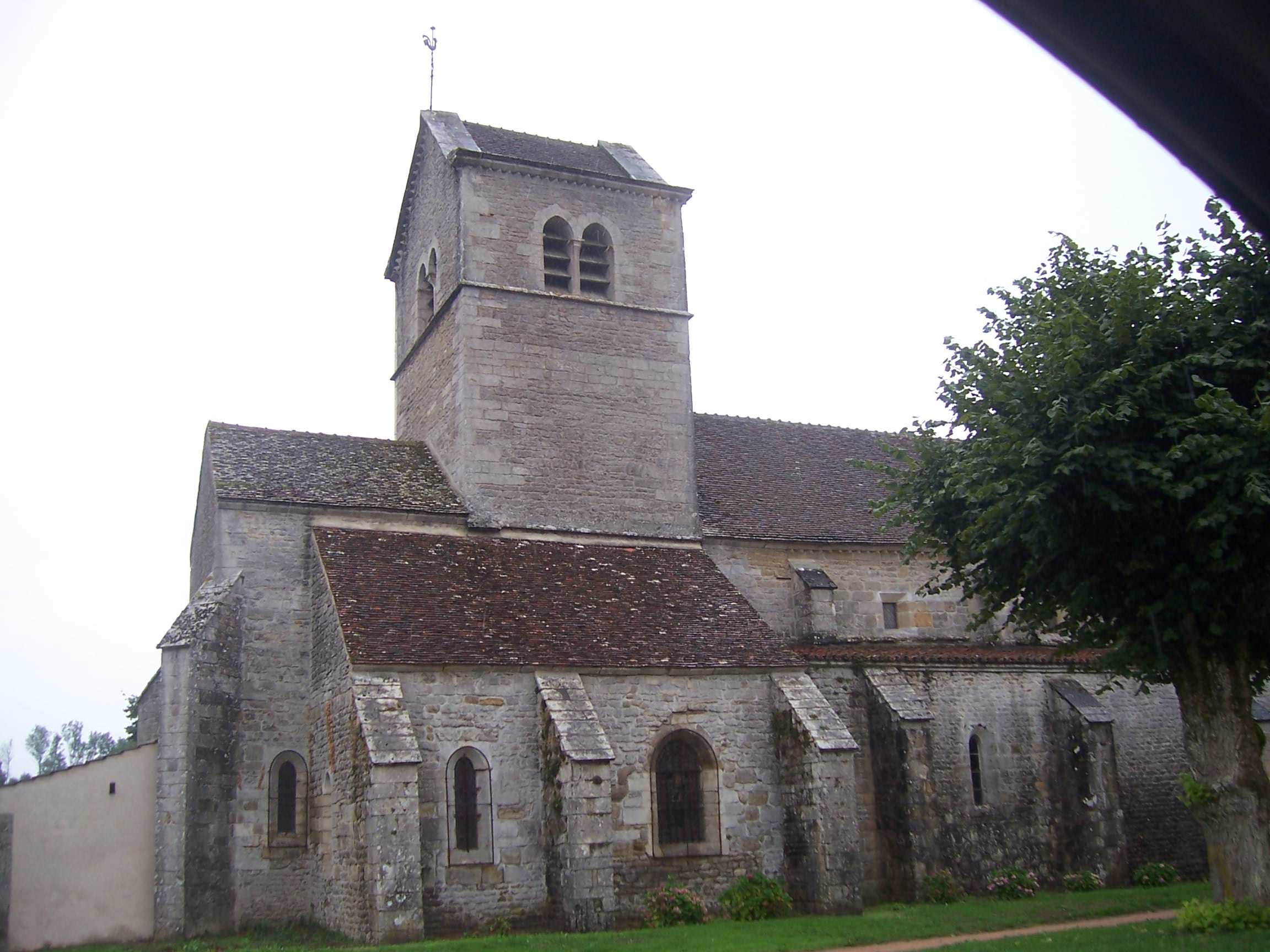
Kirche Saint-Gervais